# Web Therapy
Web Therapy – internetowy, improwizowany serial komediowy, nadawany online za pośrednictwem witryny LStudio.com począwszy od 22 września 2008 roku. Zrealizowano pięć sezonów serialu, w sumie sto odcinków. W 2012 serial nominowano do nagrody PGA (Producers Guild of America Award) w kategorii Outstanding Web Series. Na fali popularności Web Therapy powstał serial telewizyjny o tym samym tytule.
Bohaterką serialu jest psychoterapeutka Fiona Wallice (w tej roli Lisa Kudrow), która postanawia przenieść swoją praktykę na stronę internetową. Czas terapii skraca do trzech minut, a sesje z pacjentami prowadzi przy pomocy komunikatora Skype.

## Obsada
- Lisa Kudrow jako dr. Fiona Wallice
- Dan Bucatinsky jako Jerome Sokoloff
- Tim Bagley jako Richard Pratt
- Julie Claire jako Robin Griner
- Victor Garber jako Kip Wallice
- Michael McDonald jako Ben Tomlund
- Lily Tomlin jako Putsy Hodge
- Alan Cumming jako Austen Clarke
- Jennifer Elise Cox jako Gina Spinks
- Rashida Jones jako Hayley Feldman-Tate
- Rosie O’Donnell jako Maxine DeMaine
- Courteney Cox jako Serena Duvall
- Jane Lynch jako Claire Dudek
- Meg Ryan jako Karen Sharpe
- Meryl Streep jako Camilla Bowner

## Nagrody i wyróżnienia
| Rok  | Gala                       | Kategoria nagrody                                                           | Nagrodzony    | Rezultat  |
| ---- | -------------------------- | --------------------------------------------------------------------------- | ------------- | --------- |
| 2009 | Streamy Awards             | najlepsza aktorka w komediowym serialu internetowym                         | Lisa Kudrow   | Nominacja |
| 2009 | Webby Awards               | szczególne osiągnięcie: wybitny występ komediowy                            | Lisa Kudrow   | Wygrana   |
| 2009 | Webby Awards               | najlepszy scenariusz                                                        | serial        | Nominacja |
| 2010 | Streamy Awards             | najlepsza aktorka w komediowym serialu internetowym                         | Lisa Kudrow   | Nominacja |
| 2010 | Streamy Awards             | najlepszy występ gościnny w serialu internetowym                            | Courteney Cox | Nominacja |
| 2010 | Webby Awards               | najlepszy występ indywidualny                                               | Lisa Kudrow   | Nominacja |
| 2010 | Webby Awards               | najlepszy scenariusz                                                        | serial        | Nominacja |
| 2010 | Webby Awards               | komedia: długa forma serialu                                                | serial        | Wygrana   |
| 2011 | Webby Awards               | najlepszy występ indywidualny                                               | Lisa Kudrow   | Wygrana   |
| 2011 | Webby Awards               | komedia: długa forma serialu                                                | serial        | Wygrana   |
| 2011 | Banff World Media Festival | nagroda doskonałości w mediach cyfrowych                                    | Lisa Kudrow   | Wygrana   |
| 2012 | Emmy Awards                | wybitny, aktorski program rozrywkowy w formie skeczów (kategoria specjalna) | serial        | Nominacja |
| 2012 | PGA Awards                 | wybitny serial internetowy                                                  | serial        | Nominacja |